# Ataques israelíes en Yemen en mayo de 2025
El 5 de mayo de 2025, Israel lanzó una serie de ataques aéreos contra el movimiento hutí en Yemen, en respuesta a un ataque con misiles balísticos hutíes contra el Aeropuerto Ben Gurion el día anterior. Entre los objetivos se encontraba el Aeropuerto Internacional de Saná, que fue bombardeado y destruido junto con varios aviones por la Fuerza Aérea Israelí el 6 de mayo.

## Antecedentes
Tras el fin del alto el fuego de marzo de 2025 con los ataques sorpresa israelíes contra la Franja de Gaza, los hutíes reanudaron sus ataques a Israel con misiles balísticos. Tras la interceptación de 26 misiles, el 4 de mayo de 2025, un misil balístico impactó cerca del Aeropuerto Ben Gurión, lo que provocó la cancelación de numerosos vuelos. Como resultado, aviones de la Fuerza Aérea Israelí atacaron el puerto de Hodeidah al día siguiente con docenas de municiones.

## Ataques

### 5 de mayo
El 5 de mayo, más de 30 aviones de la Fuerza Aérea Israelí atacaron nueve objetivos hutíes con aproximadamente 50 municiones. Entre los objetivos del ataque se encontraba la fábrica de cemento Al-Imrán, al este de Hodeidah. Informes de Yemen indicaron que hubo muertos y heridos en la fábrica de cemento. Medios de comunicación vinculados a los hutíes informaron de cuatro muertos y 42 heridos. Según una fuente de seguridad israelí: "Destruimos el puerto de Hodeidah y fábricas de hormigón que se utilizaban para la fabricación de armas". Aunque los hutíes lo condenaron como una incursión conjunta de "agresión estadounidense-israelí", Estados Unidos negó su implicación.

### 6 de mayo
El 6 de mayo, las fuerzas israelíes atacaron el Aeropuerto Internacional de Saná, inutilizándolo al atacar la pista, la Base Aérea Al-Dailami, la sala de embarque y tres aviones civiles. Las Fuerzas de Defensa de Israel afirmaron que los hutíes utilizaban el aeropuerto para "transferir armas y operativos". También atacaron centrales eléctricas en Saná, alegando que servían como "importante infraestructura de suministro eléctrico" para los hutíes. Según medios de comunicación vinculados a los hutíes, tres personas murieron y otras 38 resultaron heridas. También se informó de la destrucción en tierra de tres aeronaves pertenecientes a Yemenia. Según el director del aeropuerto, Khaled al-Shaief, la agresión israelí al aeropuerto causó pérdidas por valor de unos 500 millones de dólares.

## Secuelas
Tras los ataques, tanto el primer ministro israelí, Benjamin Netanyahu, como el ministro de Defensa israelí, Israel Katz, advirtieron que el grupo sufriría más ataques y "fuertes golpes", respectivamente, por parte del país si no cesaban sus ataques. Katz afirmó que Teherán, la capital de Irán, el país que financia al grupo, también sería blanco de ataques. Los hutíes han desestimado estas afirmaciones, calificándolas de "prueba adicional de la bancarrota" de Israel.
Antes de las declaraciones de Katz y Netanyahu un día antes, los hutíes anunciaron que seguirán atacando los barcos del país, a pesar del deseo de Omán de libertad de navegación en el Mar Rojo tras el cese del fuego por los ataques de Estados Unidos en Yemen, a menos que Israel comience a enviar ayuda humanitaria a la Franja de Gaza.